# Чемпионат мира по волейболу среди женских клубных команд 2012
6-й Чемпионат мира по волейболу среди женских клубных команд прошёл с 13 по 19 октября 2012 года в Дохе (Катар) с участием 6 команд. Чемпионский титул выиграла команда «Соллис Озаску» (Озаску, Бразилия).

## Команды-участницы
«Фенербахче» (Стамбул, Турция) — победитель Лиги чемпионов ЕКВ 2012;
«Бохай Бэнк» (Тяньцзинь, Китай) — победитель чемпионата Азии среди клубных команд 2012;
«Соллис Озаску» (Озаску, Бразилия) — победитель чемпионата Южной Америки среди клубных команд 2012;
«Кения Признс» (Найроби, Кения) — победитель Кубка африканских чемпионов 2012;
«Ланчерас де Катаньо» (Катаньо, Пуэрто-Рико) — представитель NORCECA;
«Рабита» (Баку, Азербайджан) — по приглашению организаторов (победитель клубного чемпионата мира 2011).

## Система проведения чемпионата
6 команд-участниц на предварительном этапе были разбиты на две группы. 4 команды (по две лучшие из групп) вышли в плей-офф и по системе с выбыванием определили призёров чемпионата.

## Предварительный этап

### Группа A
| М | Команда         | 1   | 2   | 3   | И | В | П | С/П | О |
| - | --------------- | --- | --- | --- | - | - | - | --- | - |
| 1 | «Соллис Озаску» |     | 3:1 | 3:0 | 2 | 2 | 0 | 6:1 | 6 |
| 2 | «Рабита»        | 1:3 |     | 3:1 | 2 | 1 | 1 | 4:4 | 3 |
| 3 | «Бохай Бэнк»    | 0:3 | 1:3 |     | 2 | 0 | 2 | 1:6 | 0 |

14 октября: «Соллис Озаску» — «Бохай Бэнк» 3:0 (25:13, 25:14, 25:20).
15 октября: «Соллис Озаску» — «Рабита» 3:1 (22:25, 25:20, 25:19, 25:20).
16 октября: «Рабита» — «Бохай Бэнк» 3:1 (25:20, 25:22, 18:25, 25:21).

### Группа В
| М | Команда               | 1   | 2   | 3   | И | В | П | С/П | О |
| - | --------------------- | --- | --- | --- | - | - | - | --- | - |
| 1 | «Фенербахче»          |     | 3:0 | 3:0 | 2 | 2 | 0 | 6:0 | 6 |
| 2 | «Ланчерас де Катаньо» | 0:3 |     | 3:1 | 2 | 1 | 1 | 3:4 | 3 |
| 3 | «Кения Признс»        | 0:3 | 1:3 |     | 2 | 0 | 2 | 1:6 | 0 |

13 октября: «Ланчерас де Катаньо» — «Кения Признс» 3:1 (25:19, 23:25, 25:19, 25:23).
15 октября: «Фенербахче» — «Ланчерас де Катаньо» 3:0 (25:17, 25:17, 25:13).
17 октября: «Фенербахче» — «Кения Признс» 3:0 (25:14, 25:17, 25:11).

## Плей-офф

### Полуфинал
18 октября
«Соллис Озаску» — «Ланчерас де Катаньо» 3:0 (25:15, 25:13, 25:15)
«Рабита» — «Фенербахче» 3:0 (25:18, 25:20, 25:16)

### Матч за 3-е место
19 октября
«Фенербахче» — «Ланчерас де Катаньо» 3:0 (25:16, 25:17, 25:17)

### Финал
| 19 октября 2012 | \| «Соллис Озаску» (Озаску) \| 3:0 fivb.org \| «Рабита» (Баку) \| \| Аденизия Силва (4) Таиса Менезес (14) Жаклин Карвальо (12) Шейла Кастро (15) Жозефа Фабиола Соуза (3) Фернанда Родригес (8) Камила Брайт (л) Габриэла Соуза (1) \| Голы \| Добряна Рабаджиева (4) Ангелина Грюн (2) Катажина Скорупа Наташа Крсманович (7) Маделайн Монтано (14) Фолуке Акинрадево (4) Сузана Чебич (л) Аурея Круз (1) Ирина Жукова (2) Мира Голубович (1) Саня Старович (1) \| | Доха «Эспайр Лэйдис Спорт Холл» Зрителей: 1910 |
| Счёт по партиям — 25:16, 25:14, 25:17. Время матча — 1 час 07 минут. Судьи: Д.Йованович, К.Захорчова                                                            | | |
| «Соллис Озаску» (Озаску) | 3:0 fivb.org | «Рабита» (Баку) |
| Аденизия Силва (4) Таиса Менезес (14) Жаклин Карвальо (12) Шейла Кастро (15) Жозефа Фабиола Соуза (3) Фернанда Родригес (8) Камила Брайт (л) Габриэла Соуза (1) | Голы | Добряна Рабаджиева (4) Ангелина Грюн (2) Катажина Скорупа Наташа Крсманович (7) Маделайн Монтано (14) Фолуке Акинрадево (4) Сузана Чебич (л) Аурея Круз (1) Ирина Жукова (2) Мира Голубович (1) Саня Старович (1) |

## Итоги

### Положение команд
| «Соллис Озаску» (Озаску)           |
| «Рабита» (Баку)                    |
| «Фенербахче» (Стамбул)             |
| 4. «Ланчерас де Катаньо» (Катаньо) |
| 5—6. «Бохай Бэнк» (Тяньцзинь)      |
| 5—6. «Кения Признс» (Найроби)      |

### Призёры
«Соллис Озаску» (Озаску): Ивна Марра, Самара Алмейда, Аденизия Силва, Таиса Дахер ди Менезис, Карине Соуза, Жаклин Карвальо, Габриэла Соуза, Шейла Кастро, Жозефа Фабиола Соуза, Даниэле Оливейра, Фернанда Гарай Родригис, Камила Брайт. Главный тренер — Луижомар Моура.
  «Рабита» (Баку): Добриана Рабаджиева, Ангелина Грюн, Катажина Скорупа, Наташа Крсманович, Маделайн Монтано, Аурея Круз, Александра Фомина, Мира Голубович, Наташа Осмокрович, Саня Старович, Фолуке Акинрадево, Ирина Жукова, Сузана Чебич. Главный тренер — Марчелло Аббонданца.
  «Фенербахче» (Стамбул): Марианне Штейнбрехер (Мари), Сенийе-Мерве Далбелер, Нихан Йелдан-Гюнейлигил, Паула Пекено, Элиф Онур, Недиме-Элиф Онер (Агджа), Ипек Сороглу, Седа Токатиоглу, Нилай Оздемир, Береника Окуневска, Мерьем Чалик, Эда Эрдем-Дюндар. Главный тренер — Камил Соз.

### Индивидуальные призы
MVP: Шейла Кастро («Соллис Озаску»)
Лучшая нападающая: Таиса («Соллис Озаску»)
Лучшая блокирующая: Джессика Джонс («Ланчерас де Катаньо»)
Лучшая на подаче: Ангелина Грюн («Рабита»)
Лучшая на приёме: Жаклин Карвальо («Соллис Озаску»)
Лучшая связующая: Недиме-Элиф Онер («Фенербахче»)
Лучшая либеро: Камила Брайт («Соллис Озаску»)
Самая результативная: Шейла Кастро («Соллис Озаску»)